# Coolkenna Street
Coolkenna Street är en ort i republiken Irland.   Den ligger i grevskapet Wicklow och provinsen Leinster, i den östra delen av landet, 70 km söder om huvudstaden Dublin. Coolkenna Street ligger 157 meter över havet och antalet invånare är 562.
Terrängen runt Coolkenna Street är platt västerut, men österut är den kuperad. Runt Coolkenna Street är det ganska glesbefolkat, med 24 invånare per kvadratkilometer. Närmaste större samhälle är Tullow, 9,6 km väster om Coolkenna Street. Trakten runt Coolkenna Street består i huvudsak av gräsmarker.